# Kalle Ankas aktersnurra
Kalle Ankas aktersnurra (engelska: Put-Put Troubles) är en amerikansk animerad kortfilm med Kalle Anka från 1940.

## Handling
Kalle Anka och Pluto är ute på sjön med Kalles lilla motorbåt. Den lilla turen visar sig snart bli en katastrof, alltifrån en groda som stör och en motor som först inte vill starta och när den väl gör det går hela båten sönder.

## Om filmen
Filmen hade svensk premiär den 16 december 1940 på Sture-Teatern i Stockholm och ingick i kortfilmsprogrammet Kalle Ankas gästabud, tillsammans med fyra kortfilmer till; Kalle Ankas frieri, Segelflyg i USA (ej Disney), Pluto i skrattspegeln och Kalle Anka som klisterprins.
Filmen hade svensk nypremiär 1 december 1956 på biografen Aveny i Göteborg och ingick i ett nytt kortfilmsprogram; Kalle Ankas snurriga gäng. Där ingick kortfilmerna Kalle Ankas kusin, Plutos lekkamrat, Kalle Ankas bättre jag, Figaro och Cleo och Piff och Puff och Kalle Anka. Stockholmspremiären av kortfilmsprogrammet ägde rum 3 december samma år på Sture-Teatern.
Filmen har givits ut på VHS och finns dubbad till svenska.

## Rollista
- Clarence Nash – Kalle Anka
- Lee Millar – Pluto[11]